# 於人村
於人村或漁人村（英語：Unionville）是加拿大安大略省約克區萬錦市的一個社區，位於多倫多市中心東北方約33公里，前身是於人村村（英語：Village of Unionville）。於人村的範圍大致覆蓋麥高雲道（McCowan Road）以西、華登路（Warden Avenue）以東、407號公路以北和16街以南的地域，與萬錦鎮第三選區重疊。於人村於2006年約有36,092名居民。
於人村緬因街（Main Street Unionville）一帶保存大量19世紀和20世紀初葉的建築物，當中多座被萬錦市政府列為古跡，而衍生出來的旅遊業也成為區内的經濟支柱。

## 歷史
一批以威廉·柏茲（William Berczy）為首的德國裔移民於18世紀末葉陸續抵達現萬錦市一帶，而現於人村最早的建築則於同期出現於現16街夾堅尼地道的十字路口。艾拉·懷特於1841年在村落以南的紅河沿岸一帶開設聯合磨坊（Union Mills）；區内的經濟重心隨後亦南移至磨坊所在。一名相信也是來自磨坊的名稱，到1851年更被收錄在官方文獻中。
多倫多至尼皮辛鐵路（Toronto and Nipissing Railway）於1871年開通至於人村，刺激了當地的經濟。介乎火車軌和7號公路之間的一段緬街更有多座房屋於1870年代陸續落成，當中不少還保存至今。
到了20世紀初葉，於人村還是萬錦鄉轄下的一個村莊，區内的大小事務也歸萬錦鄉管理。為了爭取更大的自治權，於人村居民曾倡議脫離萬錦鄉自立為村。然而，於人村當時的人口只有500人，不及另行設村的750人門檻。居民於是退而求其次，於1907年成立保安村落（police village）。在此安排下，於人村仍屬萬錦鄉的一部分，但防火、道路維修和街道照明等事務皆下放予於人村自行管理。
1960年代，當時的約克縣政府計劃將緬街從兩條行車綫擴濶至四條行車綫。居民有恐此舉會破壞於人村的獨有風貌，因此聯手逼使縣政府放棄此計劃。約克區政府遂於1980年代在於人村以東興建一條繞道，並於該區南北兩端駁上堅尼地道，從而避開於人村緬街一帶。萬錦鎮政府更於1998年將該區正式列為古跡保護區。
加拿大郵政公司於2010年宣佈將萬錦鎮第三選區的郵政主要地址從（萬錦）改為，以突顯於人村的歷史文化特色。

## 交通

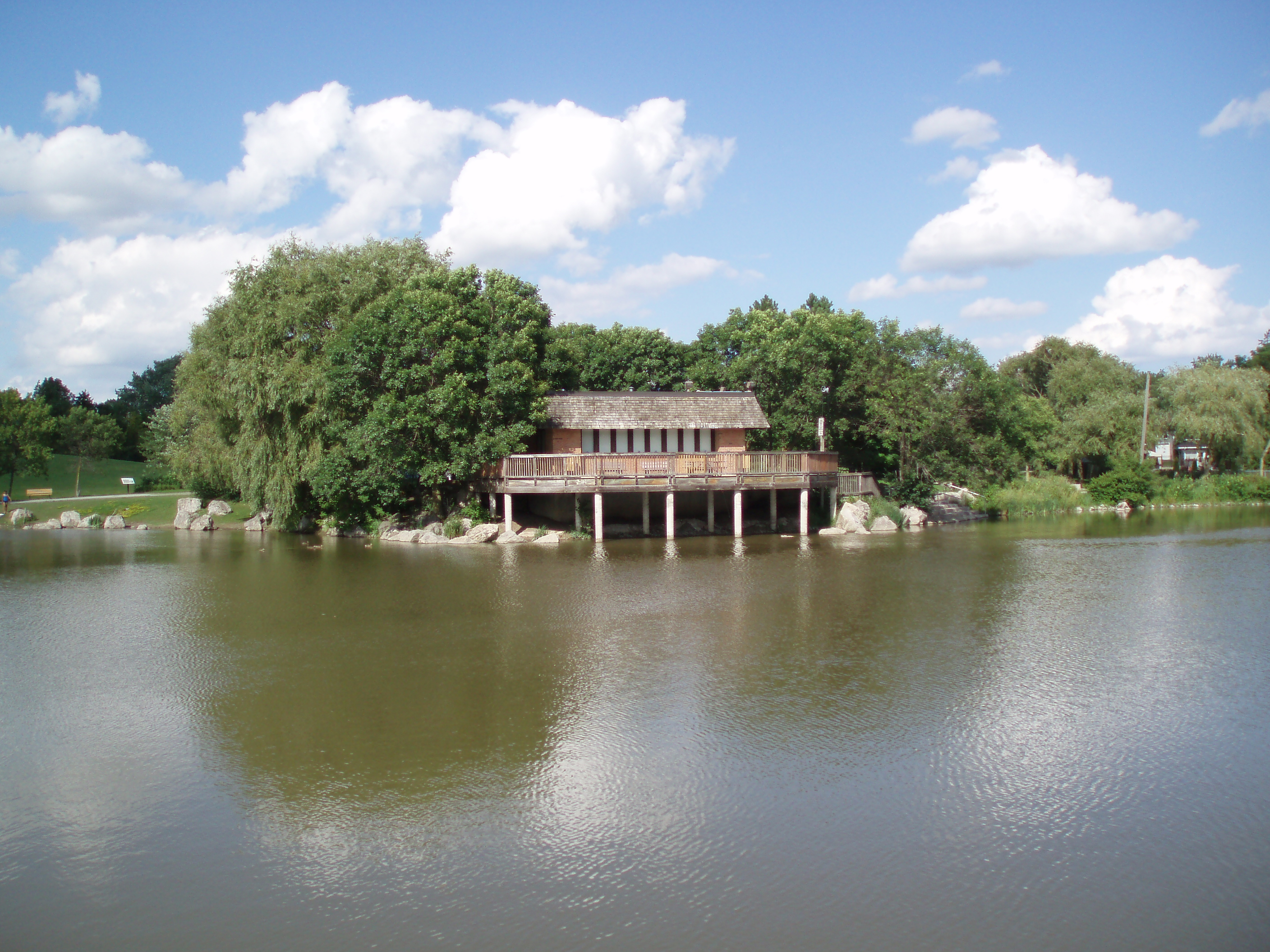
圖古德池

約克區公車局旗下有數條巴士綫駛經於人村，而Viva快速巴士的紫綫則沿7號公路和企業路服務於人村。此外，多倫多公車局的68B窩頓和129A麥高雲巴士綫亦跨越市界連接多倫多市和於人村。
GO通勤鐵路的斯托維爾綫設有於人村站，早上有列車南行往多倫多市中心的聯合車站，下午則北上老榆樹站。

## 鄰近社區
- 美麗徑，位於於人村以南
- 卡西，位於於人村西北

## 外部連結
- Historic Main Street Unionville （页面存档备份，存于） 於人村商業促進會網站
- Town of Markham - Heritage Conservation Districts 萬錦鎮官方網站 古跡保護區頁面